# Eden's Crush
Le Eden's Crush sono state un gruppo musicale formatosi grazie alla versione statunitense del programma televisivo Popstars, mandata in onda nel 2001 da The WB Television Network.
Il gruppo era formato da cinque ragazze: Ivette Sosa, Maile Misajon, Ana Maria Lombo, Rosanna Tavarez e Nicole Scherzinger, che dal 2003 al 2010 fu leader delle Pussycat Dolls.
Dopo un periodo di successi, grazie al singolo Get Over Yourself (Goodbye) ed altri come Love This Way, il gruppo si sciolse, e le componenti seguirono i loro progetti individuali.
Attualmente le cantanti si stanno dedicando alle carriere soliste.

## Discografia

### Album
| Titolo   | Dettagli                                                                       | Posizione più alta | Posizione più alta |
| Titolo   | Dettagli                                                                       | CAN                | US                 |
| -------- | ------------------------------------------------------------------------------ | ------------------ | ------------------ |
| Popstars | - Pubblicazione: 1º maggio 2001 - Etichetta: London-Sire Records - Formati: CD | 17                 | 6                  |

### Singoli
| Anno | Singolo           | Posizione più alta | Posizione più alta | Album    |
| Anno | Singolo           | CAN                | U.S.               | Album    |
| ---- | ----------------- | ------------------ | ------------------ | -------- |
| 2001 | Get Over Yourself | 1                  | 8                  | Popstars |
| 2001 | Love This Way     | —                  | —                  | Popstars |